# Wladimir von Nowgorod

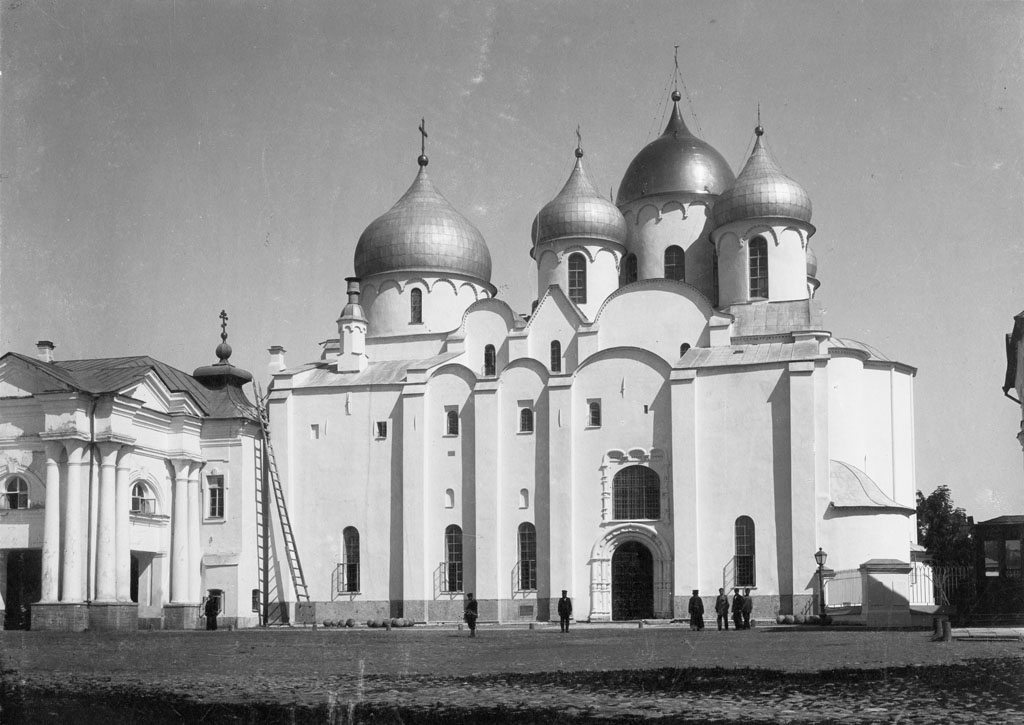
Sophienkathedrale in Nowgorod, 1900

Wladimir von Nowgorod (altnordisch Valdamarr Jarizleifsson, ukrainisch Володимир Ярославич, russisch Владимир Ярославич, altisländisch Vladimir Holti, orthodoxer Taufname Basilius (?); * 1020; † 4. Oktober 1052 in Nowgorod) war Fürst von Nowgorod (1034–1052).
Er wird in der russisch-orthodoxen Kirche als Heiliger verehrt (святой благоверный князь Владимир Новгородский). Sein Gedenktag ist der 10. Februar.

## Leben
Wladimir war der erste Sohn von Jaroslaw dem Weisen, Großfürst von Kiew, und dessen zweiter Ehefrau Ingegerd von Schweden. Sein Geburtsjahr war 1020.
1034 wurde er erstmals als Fürst von Nowgorod erwähnt.
1042 zog er wahrscheinlich gegen die finno-ugrischen Jam.
1043 zog er mit König Harald III. von Norwegen ins Byzantinische Reich. 1044 eroberte er dort möglicherweise die Stadt Chersones. Über diese Ereignisse berichteten auch nordische und byzantinische Quellen. Georgios Kedrenos nannte ihn hochmütig gegenüber den Byzantinern.
1045 waren seine Eltern in Nowgorod. Möglicherweise wurde zu diesem Zeitpunkt der Bau der Sophienkathedrale in Nowgorod begonnen. Diese wurde am 14. September 1052 eingeweiht. Wladimir ließ auch eine steinerne Festung in Nowgorod errichten.
Die Nikonchronik schrieb, er sei vier Jahre lang Großfürst von Kiew gewesen.
Wladimir starb am 4. Oktober 1052. Er ist in einem Sarkophag in der Sophienkathedrale in Nowgorod beigesetzt.
1439 wurde durch Erzbischof Euphymius II. von Nowgorod seine Verehrung als Heiliger bekanntgegeben, ebenso die der Anna von Nowgorod.

## Ehen und Nachkommen
Der Name einer Ehefrau ist nicht überliefert. Möglicherweise war es Oda, Tochter von Graf Leopold von Stade.
Bekannt ist ein Sohn
- Rostislaw, Fürst von Tmutarakan.

Aufgrund des frühen Todes von Wladimir hatten seine Nachkommen keinen Anspruch auf das Großfürstentum Kiew ("isgoj"). Rostislaw eroberte das Fürstentum Tmutarakan, dessen Nachkommen das Fürstentum Halitsch (bis 1199).